# Pavel Martínek
Pavel Martínek (Louny, 27 de octubre de 1962) es un deportista checoslovaco que compitió en ciclismo en la modalidad de pista, especialista en la prueba de tándem.
Ganó cuatro medallas en el Campeonato Mundial de Ciclismo en Pista entre los años 1980 y 1983.

## Medallero internacional
| Campeonato Mundial | Campeonato Mundial      | Campeonato Mundial | Campeonato Mundial |
| Año                | Lugar                   | Medalla            | Competición        |
| ------------------ | ----------------------- | ------------------ | ------------------ |
| 1980               | Besanzón (Francia)      | Medalla de oro     | Tándem (A)         |
| 1981               | Brno (Checoslovaquia)   | Medalla de oro     | Tándem (A)         |
| 1982               | Leicester (Reino Unido) | Medalla de oro     | Tándem (A)         |
| 1983               | Zúrich (Suiza)          | Medalla de plata   | Tándem (A)         |